# Gregor Hübner

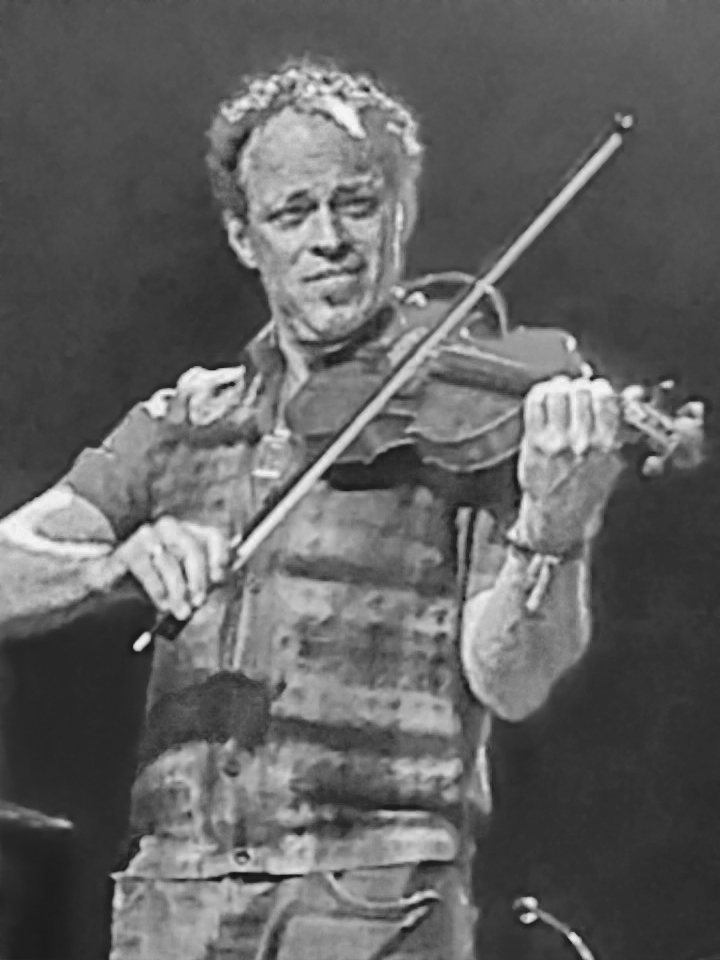
Gregor Hübner mit Geige

Gregor Hübner (* 23. Mai 1967 in Stuttgart) ist ein deutscher Komponist, Violinist und Pianist, der insbesondere durch seine Jazzprojekte bekannt geworden ist.

## Leben und Wirken

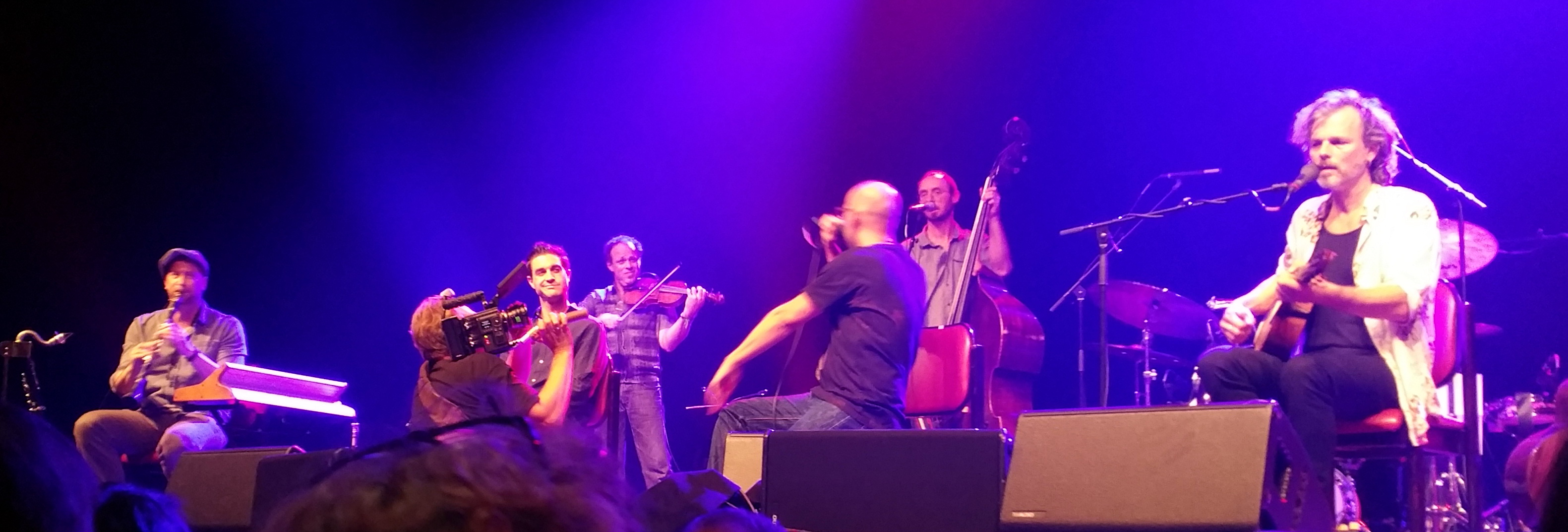
Gregor Hübner (mit Geige) im Oktober 2018 als Gastmusiker bei Dreiviertelblut

Hübner, der am Bodensee aufwuchs, studierte nach seinem Abitur am Ravensburger Spohngymnasium an der Musikhochschule Wien und der Musikhochschule Stuttgart bei Florian Zweiauer und Gerhard Voss Violine sowie parallel dazu Jazzpiano und Komposition. Mit einem Magister und einer Auszeichnung beendete er 1996 sein Studium in New York City an der Manhattan School of Music.
Hübner arbeitete seit 1985 mit der Gruppe Tango Five, die sowohl bei den Weltausstellungen 1992 (Sevilla) und 2000 (Hannover) als auch bei den Olympischen Spielen 2004 in Athen, aber auch 1998 bei den Tangofestivals in Montevideo und Buenos Aires auftrat. (Mit zwei der Musiker aus diesem Ensemble, Bobbi Fischer und seinem Bruder Veit Hübner, arbeitet er aktuell in der Band Berta Epple.)
Hübner spielte im Dominic Duval String Quartett u. a. Stücke von Cecil Taylor ein. Zwischen 1995 und 1999 war er Mitglied im Kammerorchester Philharmonia Virtuosi. Für dieses Orchester komponierte Hübner seine Orchesterkomposition „In Memoriam Bela“. Sein Werk „New York Stories“ wurde im April 2004 vom Pittsburgh Symphony Orchestra aufgeführt. Zu Hübners Kompositionen gehören weiterhin „Bach21“, im Auftrag der Bachakademie Stuttgart uraufgeführt beim Europäischen Musikfestival 2005, und „Salve Regina“ für die Landesakademie Ochsenhausen. 
Seit 1996 arbeitet er mit dem Jazzpianisten Richie Beirach zusammen. Die gemeinsame CD „Round about Federico Mompou“ (mit George Mraz) wurde für den Grammy in der Kategorie „Best Latin Jazz Album“ nominiert. Mit Charlie Mariano und Beirach nahm er das lyrische Album „Beauty“, mit der Sängerin Jutta Czurda nahm er Songs und Chansons von Kurt Weill auf. Hübner spielte weiterhin CDs mit seinem Quintett ein, dem Harvie Swartz, Tim Hagans, Andi Maile, Holger Nell (im zeitweiligen Wechsel mit Patrick Manzecchi) angehörten. Hübner leitete seit 2002 das Gregor Huebner New York NRG Quartet mit Luis Perdomo, Hans Glawischnig und Billy Hart; daneben war er Mitglied der New Yorker Latinbands „Jovenes del Bario“, „Son Radical“ und „Eye Contact“. Er arbeitete auch für Dianne Reeves und Uri Caine. Mit dem zwischen Klassik und Jazz agierenden Streicherensemble  Sirius Quartet interpretierte er neben eigenen Werken auch Kompositionen von Nick Didkovsky, Elliott Sharp, Billy Martin, Nancy Magarill, John Patitucci, Uri Caine und Richard Einhorn.
Als Dozent gab Hübner Workshops an den Musikhochschulen in Bremen, Hannover, Dresden, Leipzig, Stuttgart, Hamburg, Köln, dem Konservatorium von Lausanne und der Manhattan School of Music.

## Filmmusik (Auswahl)
- 2019: Die Hebamme – Auf Leben und Tod
- 2012: My Beautyful Country
- 2017: Von Sängern und Mördern
- 2018: München – Stadt in Angst
- 2019: The Love Europe Project
- 2021: Der Fall el-Masri

## Preise und Auszeichnungen
1987 erlangte er mit dem heute noch sporadisch arbeitenden Bel Art Trio den 1. Preis für die beste Band bei Jugend Jazzt Baden-Württemberg mit seinem Bruder Veit Hübner am Kontrabass und Patrick Manzecchi am Schlagzeug. 1998 wurde er mit dem Jazzpreis Baden-Württemberg ausgezeichnet.